# Lars Westbratt
Lars Westbratt, född 1966, är en svensk politiker (socialdemokrat). Han är sedan oktober 2014 statssekreterare på Justitiedepartementet hos Morgan Johansson med ansvar för associationsrätt, fastighetsrätt, krigsmateriel och exportkontrollfrågor samt migrations- och asylfrågor.
Westbratt är jur. kand. från Göteborgs universitet. Tidigare har han varit ordförande i Herrljunga arbetarekommun 1997–2000, ledamot av kommunfullmäktige i Herrljunga 1998–2011 och politisk sekreterare för socialdemokraterna 2000–2014.